# Det var i soluppgången
Det var i soluppgången är en psalm med text skriven 1975 av Britt G. Hallqvist och musik skriven 1975 av Egil Hovland.

## Publicerad som
- Psalmer och Sånger (1987) som nr. 515 under rubriken "Kyrkoåret - Påsk"[2]
- Segertoner (1988) som nr. 459 under rubriken "Ur kyrkoåret - Jesu uppståndelse - påsken"[1]